# Aleksiej Nikołajew (kompozytor)
Aleksiej Aleksandrowicz Nikołajew (ros. Алексей Александрович Николаев; ur. 24 kwietnia 1931, zm. 28 grudnia 2003) – radziecki i rosyjski kompozytor. Twórca muzyki filmowej. Zasłużony Działacz Sztuk RFSRR (1973). Ludowy Artysta RFSRR (1985). Profesor Konserwatorium Moskiewskiego.
Pochowany na Cmentarzu Wwiedieńskim w Moskwie.

## Wybrana muzyka filmowa

### Filmy animowane
- 1962: Mir domu twojemu
- 1963: Udziałowiec
- 1965: Gorący kamień

Źródło: